# Anthurium sinuatum
Anthurium sinuatum é uma espécie de plantas com flores. Foi descrito pela primeira vez por George Bentham e Heinrich Wilhelm Schott. Anthurium sinuatum pertence ao gênero Anthurium, e está relacionado com Araceae.
Este tipo de planta pode ser encontrado em:
- Suriname
- Paraguai
- nordeste e sul e norte e sudeste e centro-oeste do Brasil
- Venezuela
- Guiana
- Guiana Francesa

Não há tipos listados como este.